# Adam Majewski (lekarz)
Adam Majewski (ur. 24 maja 1907 w Lublinie, zm. 24 maja 1979 w Toruniu) – kapitan lekarz Polskich Sił Zbrojnych, chirurg, a także pisarz.

## Życiorys
Syn Adama, chirurga i działacza społecznego i politycznego Narodowej Demokracji i Elżbiety z d. Jandzyk. Rodzina mieszkała w Lubelskiem, w dzisiejszym Świdniku, w Adampolu, uzdrowiskowej wsi pod Lublinem. Nazwa miejscowości a dziś dzielnicy miasta pochodzi od imienia jego antenata, również Adama Majewskiego.
Był absolwentem Gimnazjum i Liceum Stefana Batorego w Lublinie, które ukończył w 1926 roku. Początkowo student Wyższej Szkoły Handlowej (Szkoły Głównej Handlowej) w Warszawie w l. 1927–30, a następnie Wydziału Lekarskiego Uniwersytetu Jana Kazimierza we Lwowie. Dyplom lekarza uzyskał w 1936 roku, a tytuł doktora medycyny 2 lata później. Do momentu wybuchu wojny pracował w klinice chirurgicznej we Lwowie, a następnie w Warszawie. Ogłosił 6 prac naukowych z zakresu chirurgii i torakochirurgii.
Należał do Polskiej Korporacji Akademickiej Maltania w Warszawie.

### II wojna światowa
W 1939 roku brał udział w kampanii wrześniowej. Następnie internowany na Węgrzech, skąd zbiegł w lutym 1940 roku i przedostał się do Polskich Sił Zbrojnych we Francji i potem w Wielkiej Brytanii. Brał udział w działaniach Polskich Sił Zbrojnych we Francji, na Środkowym i Bliskim Wschodzie oraz we Włoszech. Podczas włoskiej kampanii był lekarzem 3 batalionu Strzelców Karpackich. Kontuzjowany w czasie bitwy o Monte Cassino. „Okazało się, że mam pękniętą łękotkę. Poza tą sprawą byłem przeziębiony, potłuczony i w najwyższym stopniu wyczerpany”. W kwietniu 1945, po bitwie o Bolonię, został wyznaczony na stanowisko komendanta polowej czołówki chirurgicznej nr 350.

### Okres powojenny

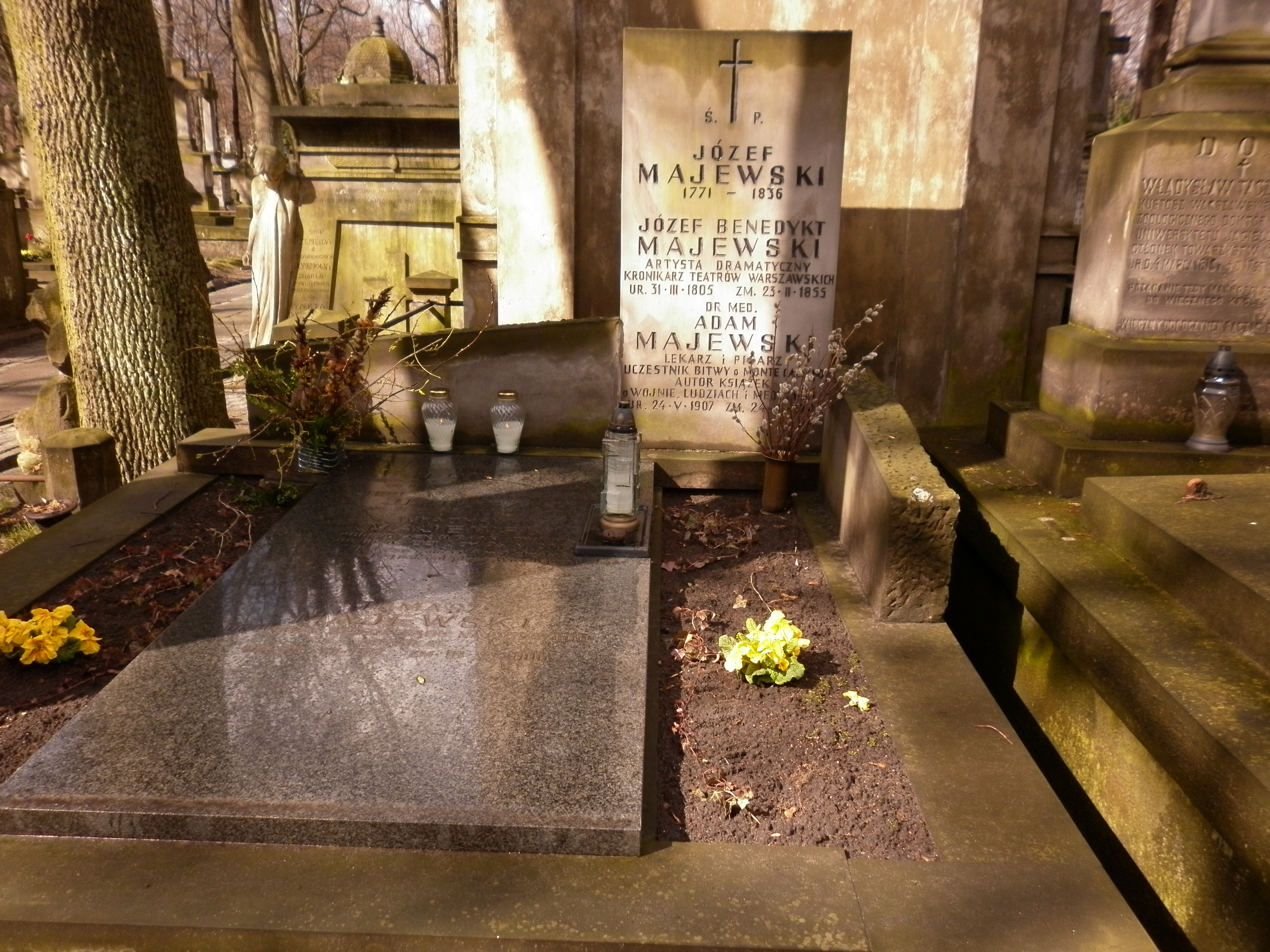
Grób Adama Majewskiego na cmentarzu Powązkowskim

Po powrocie do kraju w 1947 roku pracował jako lekarz w Toruniu i Lublinie. Autor prac naukowych z dziedziny chirurgii i torakochirurgii oraz wielu książek ze wspomnień wojennych. Jego pierwsza książka „Wojna, Ludzie i Medycyna” ukazała się w 1960 roku. Od 1972 członek ZAiKS, od 1976 członek Związku Literatów Polskich.
Pochowany na Starych Powązkach w Warszawie (kwatera 36-1-28/29).

## Dorobek pisarski
- Wojna, ludzie i medycyna, 1960, Wyd. Lubelskie
- Zaczęło się w Tobruku. Opowieść o Adolfie Bocheńskim 1974, Wyd. Lubelskie
- Wojenne opowieści porucznika Szemraja, 1975, Wyd. Lubelskie
- Lekarz też człowiek, 1979, Wyd. Lubelskie

## Ordery i odznaczenia
- Krzyż Kawalerski Orderu Odrodzenia Polski (1976)
- Krzyż Walecznych
- Srebrny Krzyż Zasługi
- Krzyż Pamiątkowy Monte Cassino
- Medal Zwycięstwa i Wolności 1945
- Defence Medal
- War Medal 1939–1945
- Gwiazda Włoch (Italy Star)